# Marie Troillet
Marie Troillet  (* 24. März 1983 in Bagnes) ist eine Schweizer Skibergsteigerin.
Troillet nahm 2000 an ihrem ersten Wettkampf im Skibergsteigen teil und ist seit 2004 Mitglied in der Schweizer Nationalmannschaft Skialpinismus. Sie hält den Streckenrekord der Damen auf der kurzen Strecke der Patrouille des Glaciers und ist seit 2005 Mitglied im Dynafit-Team. Beruflich ist sie Grundschullehrerin und wohnt in Lourtier. Ihr Bruder Florent ist ebenfalls erfolgreicher Skialpinist und gehört der Nationalmannschaft an. 

## Erfolge (Auswahl)
- 2004: 
  - 1. Platz Weltmeisterschaft Skibergsteigen Einzel (Junioren), Val d’Aran
  - 7. Platz bei der Weltmeisterschaft Vertical Race Seniorenwertung
  - 9. Platz Weltmeisterschaft Skibergsteigen Einzel in der Seniorenwertung

- 2005:
  - 1. Platz Europameisterschaft Skibergsteigen Einzel (Junioren)
  - 8. Platz bei der Europameisterschaft Skibergsteigen Einzel Seniorenwertung
  - 9. Platz Europameisterschaft Vertical Race Seniorenwertung

- 2006: 1. Platz Weltcup (Junioren)

- 2007:
  - 6. Platz bei der Europameisterschaft Skibergsteigen Team mit Gabrielle Magnenat
  - 9. Platz Europameisterschaft Skibergsteigen Kombinationswertung

- 2008: 1. Platz bei der Weltmeisterschaft Skibergsteigen Staffel (mit  Gabrielle Magnenat, Nathalie Etzensperger, Séverine Pont-Combe)

### Patrouille des Glaciers
- 2000: 1. Platz (kurze Strecke) mit Stephanie May und Melanie Fellay
- 2004: 1. Platz (kurze Strecke) mit Laëtitia Currat und Annick Rey
- 2006: 4. Platz mit Laëtitia Currat und Laëtitia Roux
- 2008: 2. Platz mit Sophie Dusautoir Bertrand und Rico Elmer

### Pierra Menta
- 2008: 8. Platz mit Laëtitia Currat

| Personendaten    | Personendaten              |
| ---------------- | -------------------------- |
| NAME             | Troillet, Marie            |
| KURZBESCHREIBUNG | Schweizer Skibergsteigerin |
| GEBURTSDATUM     | 24. März 1983              |
| GEBURTSORT       | Lourtier                   |